# Arabització
Arabització és el procés d'aculturació de zones no musulmanes als codis religiosos i costums propis de l'islam i Àrab. El terme sorgeix per analogia amb romanització i fa referència al canvi social i ideològic de zones com el Magrib o Palestina i països concrets com el Sudan. El mot es pot fer servir en sentit més laxe per referir-se a l'auge de la influència musulmana en zones tradicionalment d'altres religions.
Segons l'època pot ser un procés d'assimilació lenta per un augment de la migració, l'èxode rural, la conversió a l'islam i comerç amb els àrabs. De vegades és més aviat una operació violenta, amb massacres, expropiació i desplaçament de la població no àrab. A l'Iraq, per exemple, des dels anys 1960, el Partit Baas va conduir una política d'arabització forçosa a les regions turcmanes i kurdes al nord del país. En l'època colonial, els moviments anticolonialistes van fer servir l'àrab com un instrument per unir tothom per enfrontar els espanyols i francesos. Després de la descolonització al segle xx, els països del Magrib van reemplaçar el francès per l'àrab, en un moviment que va ser acompanyat d'una arabització forçosa de la població amaziga (els berbers). A l'Algèria, per exemple, la llengua amaziga va ser perseguida i prohibida per llei.